# Пеля Пунух
Пеля Пунух (справжнє ім'я — Тимофій Сініцин; 3 березня 1894 — 18 червня 1971) — ненецький письменник, педагог, журналіст. Автор творів про життя тундри.

## Життєпис
Народився 3 березня 1894 в селі Демидівська Архангельської губернії.
Закінчив учительську семінарію в 1913.
У 1915 працював завідувачем у другокласному Великомиколаївському училищі в Шенкурському повіті.
У 1925 — завідувач і вчитель в ненецької школі на Новій Землі.
З 1926 працював завідувачем і вчителем в Пешській ненецької школі, а в 1929 — завідувачем школи в Тельвісці.
У 1936 — завідувач міського сектора газети «Няр'яна виндер».
Почав писати в кінці 1920-х.
Його перша книга «На Новій Землі» вийшла в 1928.
Тематика творчості Пелі Пунуха — минуле і сьогодення ненців, народу в епоху соціальної ломки, утвердження нових гуманістичних ідеалів в тундрі.
У 1936 році прийнятий до спілки письменників.
Помер 18 червня 1971.
Похований в Архангельську.